# Ilaliyanteš
Die Ilaliyanteš sind ein hethitisches Götterkollektiv im Umfeld der Sonnengottheit. Sie treten vornehmlich in kritischen Situationen auf und verkünden auch Orakel. Von den Palaern wurden sie Ilaliyantikeš genannt. Daneben wird vereinzelt auch eine einzelne Gottheit Ilali genannt.
In Urkunden aus Kültepe erscheinen sowohl die Ilali (kārum II: 1974/1927–1836 v. Chr.), wie auch die Ilalianta (kārum Ib: 1832/1800–1719 v. Chr.). Für letztere ist ein Priester namens Tarḫui bezeugt. Dazu gesellt sich der Männername Ilaliaḫšu „Spross von Ilali“. Der Männername Ialili erscheint später in einer hethitischen Urkunde aus Maşat Höyük und sogar in einer hieroglyphenluwischen Inschrift aus Kululu, wo sich der Schreiber einer Inschrift Ilali nennt.
In der hethitischen Stadt Atarbapa, deren Lage unbekannt ist, wurden die Ilaliyanteš zusammen mit dem lokalen Wettergott,   dem Pferdegott Pirwa und Zitḫariya verehrt. In einem hethitischen Ritual werden das Fenster der Sonnengottheit und das Fenster der Ilalianteš genannt, vor letzterem libierte der König aus einem Widderrhyton.
Im luwischen Heilritual der Tunnawiya schickt der Sonnengott die Ilaliyanteš zum Kranken. In palaischen Götterlisten werden die Ilaliyantikeš unmittelbar nach dem Sonnengott Tiyaz genannt.